# Adelphe taino
Adelphe taino (лат.) — вид ос-блестянок рода Adelphe из подсемейства Amiseginae.

## Распространение
Северная Америка: Доминиканская Республика (Valle Nuevo, se Constanza).

## Описание
Мелкие бескрылые осы-блестянки со стебельчатым брюшком. Голова с затылочным килем, развитым только в дорзальной части. Щёчные бороздки развиты. Пронотум выпуклый, в 1,4 раза длиннее скутума (метанотум в 3 раза короче скутеллюма). Проподеум угловатый с боковыми длинными зубцами. Мезоплеврон с бороздками. Самки короткокрылые, самцы не известны. Коготки лапок зубчатые. Паразитоиды. Таксон был впервые описан в 1957 году американским гименоптерологом Карлом Кромбейном (Karl V. Krombein; Department of Entomology, National Museum of Natural History, Smithsonian Institution, Вашингтон, США) под названием Nesogyne taino Krombein, 1957. В 2008 году включен в род Adelphe.